# Martin Kukučín

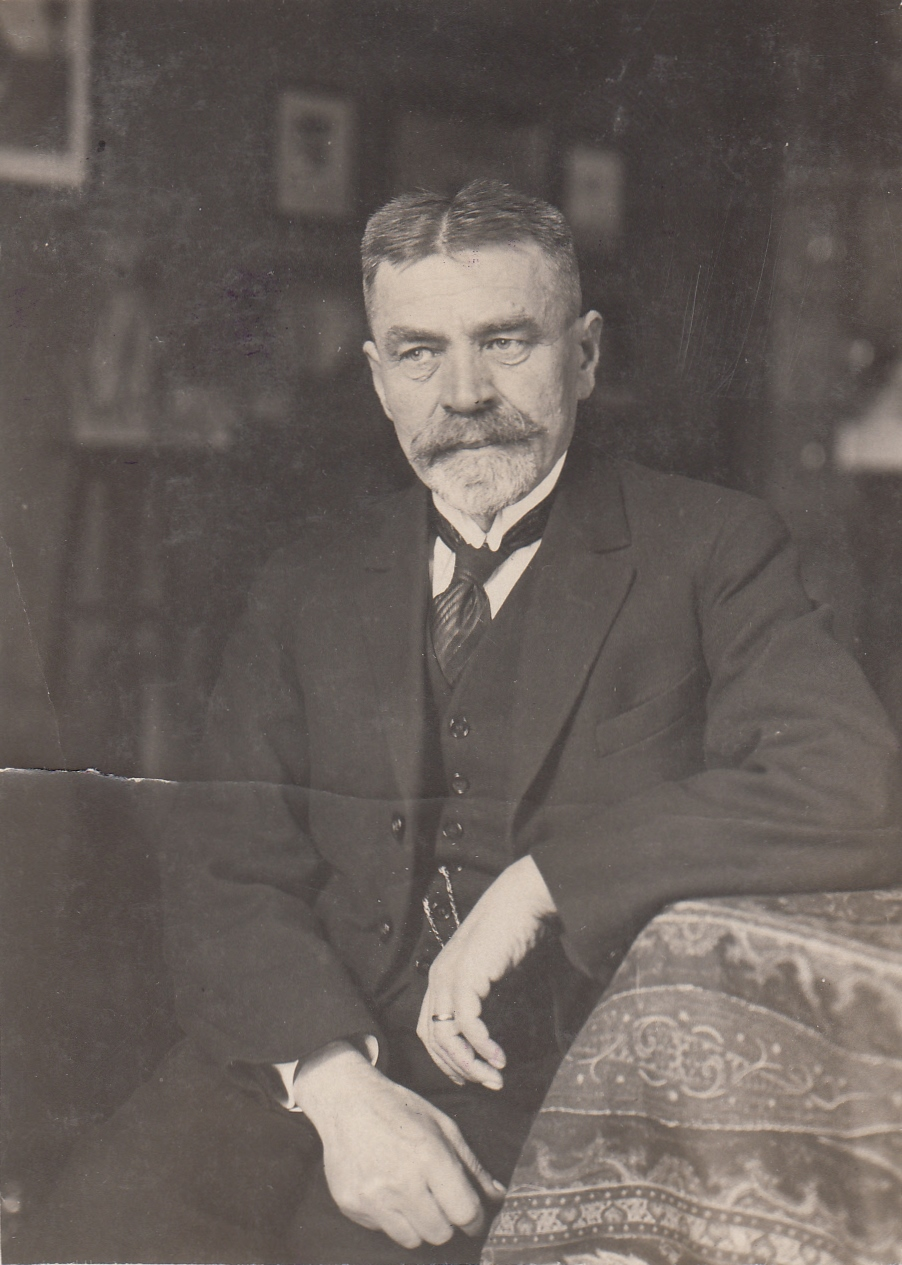
Martin Kukučín

Martin Kukučín, eigentlich Matej Bencúr (* 17. Mai 1860 in Jasenová, Kaisertum Österreich; † 21. Mai 1928 in Pakrac, Königreich der Serben, Kroaten und Slowenen), war ein slowakischer Schriftsteller, Dramatiker, Publizist und Mediziner.

## Leben
Kukučín wurde in eine Adelsfamilie geboren und besuchte die Gymnasien in Revúca, Martin und Neusohl (1871–1875), dann eine Präparandie in Kláštor pod Znievom (1875–1878). Er schloss 1885 seine gymnasialen Studien in Sopron ab und wollte Theologie in Pressburg studieren, wählte dann aber die Medizinische Fakultät an der Karls-Universität Prag und blieb dort bis 1893.
Wegen unzureichenden Arbeitsangebots in der Slowakei zog er nach Selca auf der Insel Brač in Dalmatien um, wo er 1894 zum Gemeindearzt wurde. Aufgrund gesellschaftlicher Streitigkeiten verließ Kukučín mit seiner Ehefrau Perica Didolić 1907 die Insel und wanderte nach Chile in Südamerika aus. Nach einem einjährigen Aufenthalt in Santiago de Chile zog er weiter nach Punta Arenas in Patagonien und lebte dort in einer Gemeinde kroatischer Aussiedler. Erst nach der Gründung der Tschechoslowakei kehrte Kukučín nach Europa zurück und nach einem kurzen Aufenthalt in Paris kam er im Herbst 1922 in die Tschechoslowakei. In den Jahren 1923–1925 wechselte er seinen Wohnsitz zwischen Martin und kroatischen Thermalbädern. Ende des Jahres 1925 reiste er noch einmal nach Chile, um dort Eigentumsangelegenheiten zu regeln, und kehrte im Frühling 1926 zurück. Wegen seiner geistigen Erkrankung ließ er sich im kroatischen Thermalbad Lipik nieder.
Er starb am 21. Mai 1928 im Krankenhaus von Pakrac an Lungenentzündung. Er wurde zunächst auf dem Friedhof Mirogoj in Zagreb bestattet, bevor seine Überreste im Oktober 1928 auf den Nationalfriedhof Martin gebracht wurden.

## Werke

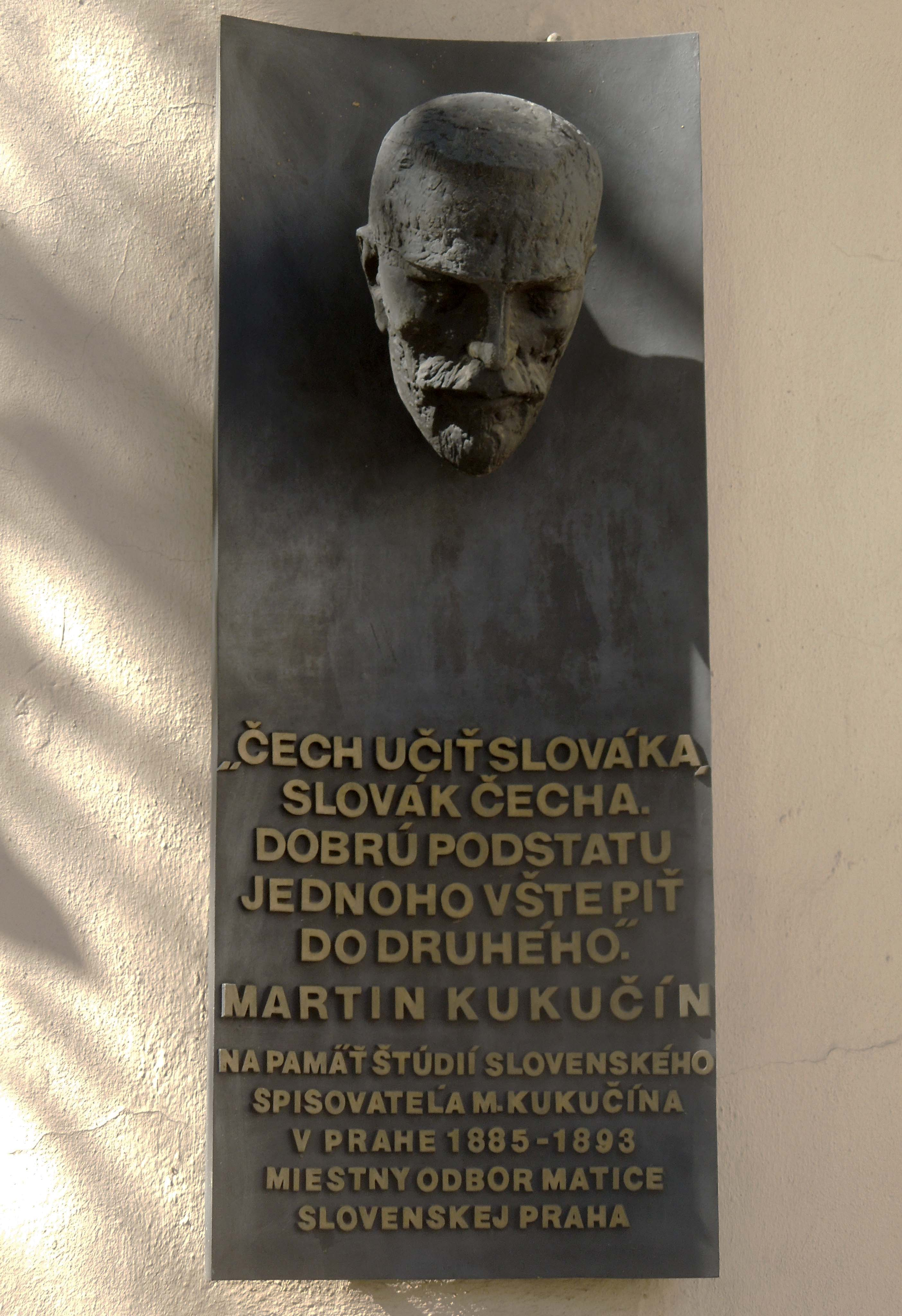
Gedenktafel in Prag

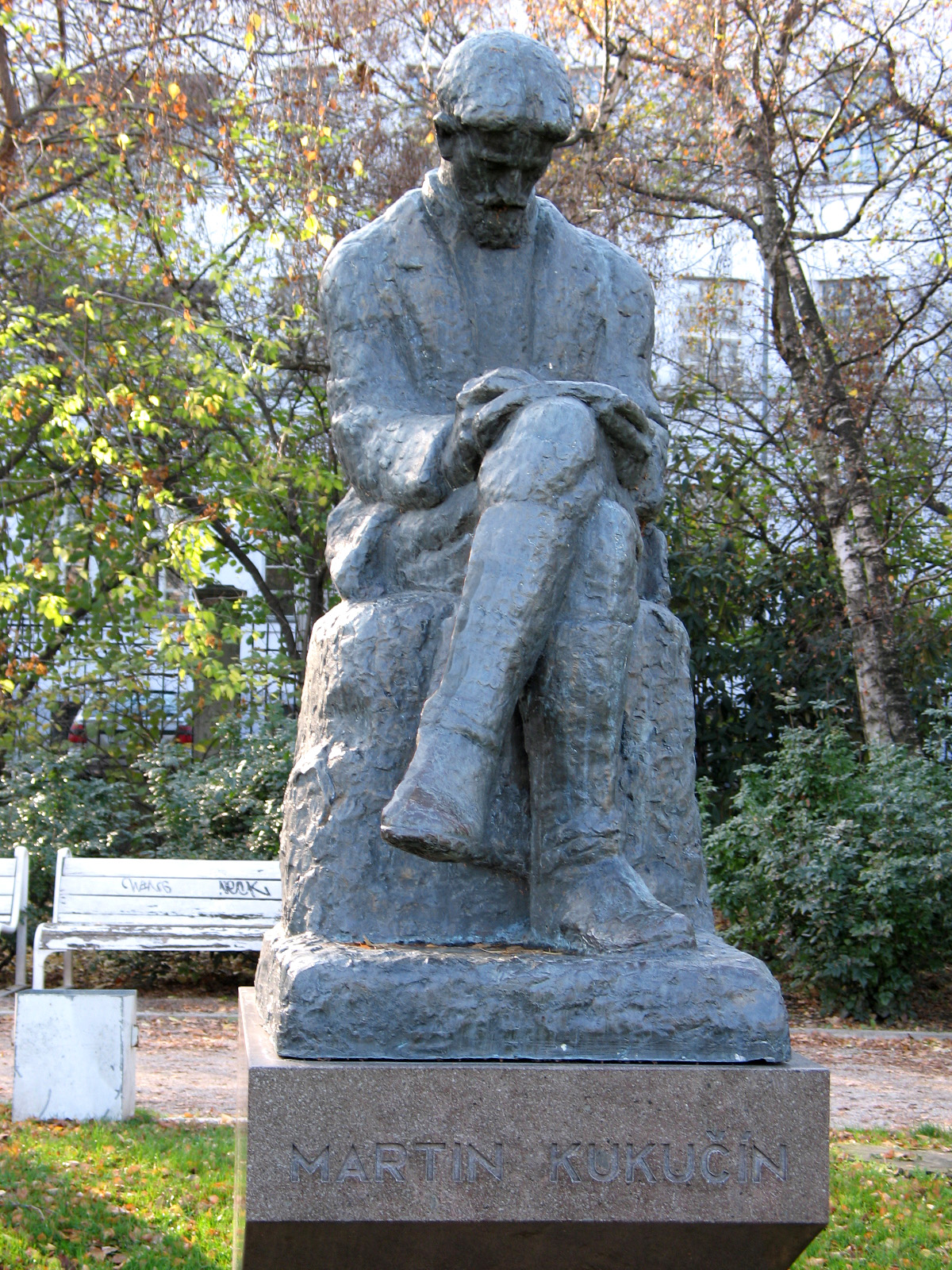
Statue von Martin Kukučín in der Medická záhrada (Medizinischer Garten) in Bratislava

Martin Kukučín ist als Autor dem Realismus zuzuordnen. Er schrieb in seinen Werken vorwiegend über das einfache Leben auf dem Land, aber auch über das Studenten-Leben und über Prag. Durch seine Auswanderung schrieb er auch über Dalmatien, das Leben in Südamerika und später auch über historische Themen.
Prosa
- 1883 – Na hradskej ceste, Erzählung
- 1885 – Rysavá jalovica, Erzählung
- 1886 – Neprebudený, Erzählung
- 1889 – Mladé letá, Novelle
- 1890 – Keď báčik z Chochoľova umrie, Erzählung
- 1891 – Na podkonickom bále
- 1891 – Regrúti
- 1892 – Koniec a začiatok
- 1892 – Mišo, Erzählung
- 1892 – Dve cesty
- 1893 – Dies irae, Novelle
- 1893 – Zo stupňa na stupeň
- 1894 – Zápisky zo smutného domu
- 1901 – Mišo II
- 1903/1904 – Dom v stráni, Roman
- 1926/1927  Mať volá, fünfbändiger Roman
- 1927 – Košútky, Roman-Fragment
- 1927 – Klbká, Roman-Fragment
- 1927 – Rozmajrínový mládnik
- 1929 – Lukáš Blahosej Krasoň, Roman
- 1929 – Bohumil Valizlosť Zábor, Roman

Reiseberichte
- 1897 – V Dalmácii a na Čiernej hore
- 1901 – Rijeka – Rohić – Záhreb
- 1922 – Prechádzka po Patagónii
- 1923 – Dojmy z Francúzska

Drama
- 1888 – Komasácia
- 1922 – Bacúchovie dvor
- 1924 – Obeta